# Barbara Feldon
Barbara Feldon, nome artístico de  Barbara Anne  Hall (Bethel Park, 12 de março de 1933), é uma atriz e modelo dos Estados Unidos, conhecida pela personagem Agente 99 do cultuado seriado de televisão Agente 86.
Barbara ganhou fama na década de 1960 por atuar com Don Adams como sua parceira de trabalho e futura esposa no seriado, a agente 99. Ela também estrelou em Cheers e, como atriz-convidada de Paul Reiser, interpretou uma espiã em Mad About You.

## Começo de carreira
Formada na Carnegie Mellon University em 1955, com um bacharelado em artes cênicas, pouco depois de ter ganhado o grande prêmio em The $64,000 Question na categoria William Shakespeare, um programa no qual ela respondia a perguntas sobre a vida do escritor inglês. Em 1965, ela teve um papel de destaque no show matinal The Man from U.N.C.L.E., no episódio The Never - Never Affair, no qual ela interpretava uma tradutora de português para a UNCLE, que desejava mais excitação na sua vida.

## Agente 86 e depois
Ela se tornou famosa por sua personagem Agente 99, na série de comédia para televisão Get Smart, estrelando ao lado de Don Adams em todas as cinco temporadas. Ao mesmo tempo, popularizou-se aparecendo com uma pele de tigre em um anúncio para o Top Brass Dandruff Cream (creme de caspa). Tinha uma maravilhosa química com Adams em todo o correr da série e quando esta terminou tornaram-se grandes amigos. Por sua atuação em Get Smart, ela foi indicada para o prêmio Emmy como melhor atuação em um papel em série de comédia, em 1968 e 1969.
Durante o período de Get Smart, ela apareceu em um filme de comédia de Dick Van Dyke intitulado Fitzwilly, lançado em 1967. Antes desse filme, ela havia feito pequenos papéis em vários programas populares para a TV: O Agente da UNCLE, Twelve O'Clock High e Flipper.
Depois do fim de Get Smart, ela foi escalada sucessivamente para papéis semelhantes. Apareceu em um episódio de Mad About You como Diane "Espiã" Caldwell e na série Rowan & Martin's Laugh - In, como atriz-convidada no primeiro show em 1968 e vários episódios depois. Seu melhor desempenho ocorreu em Michael Richie's Smile (1974).
Em 1991, ela interpretou o alvo dos amores de Sam Malone, em Cheers. Após o divórcio, Barbara tem aparecido no palco e na televisão, em sua antiga função de 99, e em uma breve sequência da antiga série Get Smart, que teve o mesmo nome, coestrelando ao lado de seu antigo astro Don Adams e do novo ator Andy Dick, em 1995. Em 2003, Barbara escreveu Living Alone and Loving It, um guia de autoajuda para pessoas de todas as idades viverem uma vida mais alegre.
Em 2006, ela forneceu comentários em áudio para o há muito aguardado DVD da série Get Smart, sendo o único membro do elenco principal ainda vivo (Don Adams morreu em 2005, e Edward Platt faleceu em 1974).